# Xysticus wagneri
Xysticus wagneri là một loài nhện trong họ Thomisidae.
Loài này thuộc chi Xysticus. Xysticus wagneri được Willis J. Gertsch miêu tả năm 1953.